# Hermesíanax
Hermesíanax de Cólofon (em em grego:  Ἑρμησιάναξ  ; gen .: Ἑρμησιάνακτος) foi um poeta elegíaco do período helenístico da Grécia Antiga. Acredita-se que ele foi um aluno de Filetas de Cos ; as datas de sua vida e obra estão praticamente perdidas, mas supõe-se que Filetas tenha nascido c. 340 aC 
Sua principal obra foi um poema em três livros, dedicado a sua amante .  Deste poema, um fragmento de cerca de cem linhas foi preservado por Ateneu .   De tom melancólico, enumera instâncias, mitológicas e históricas, do poder irresistível do amor.  Hermesíanax, cujo estilo é caracterizado pela alternação de força e ternura , era extremamente popular em sua propria época, e foi muito estimado até mesmo no período de Augusto. 
Muitas edições separadas foram publicadas do fragmento, cujo texto está em uma condição muito insatisfatória: por FW Schneidewin (1838), J Bailey (1839, com notas, glossário e versões em latim e inglês), e outros; As Quesestiones Hermesianacteae de R Schulze (1858) contém um relato da vida e escritos do poeta e uma seção sobre a identidade de Leôntion.